# Choi Sang-mok
Choi Sang-mok (hangul: 최상목, Seul, 7 de junho de 1963) é um político sul-coreano que atuou como presidente interino e primeiro-ministro interino da Coreia do Sul de dezembro de 2024 a março de 2025, após o impeachment de Han Duck-soo, que foi posteriormente anulado pela Corte Constitucional.
Choi atuou como vice-primeiro-ministro e ministro da Economia e Finanças de dezembro de 2023 a maio de 2025. Inicialmente, esperava-se que Choi assumisse a presidência interina e o cargo de primeiro-ministro novamente em 2 de maio, quando Han Duck-soo renunciou para concorrer à presidência, mas renunciou na noite de 1º de maio, antes de uma votação de impeachment prevista na Assembleia Nacional. Portanto, o vice-primeiro-ministro e ministro da educação Lee Ju-ho assumiu a presidência interina.

## Início da vida e educação
Ele nasceu em 7 de junho de 1963 em Seul, Coreia do Sul. Após se formar na Osan High School na capital sul coreana, ele ingressou no Departamento de Direito da Faculdade de Direito da Universidade Nacional de Seul em 1982. Foi aprovado no 29º Exame de Administração Pública em 1985. Após se formar summa laude pela Faculdade de Direito da Universidade Nacional de Seul em 1986, Choi concluiu um mestrado em administração pública na Escola de Pós-Graduação em Administração Pública da Universidade Nacional de Seul.

## Carreira

### Início de carreira
Ele se alistou no Exército em 13 de outubro de 1986, após ser considerado um membro da Guarda Nacional por seis meses por motivos independentes, serviu como soldado administrativo (especialidade administrativa geral) no Gabinete de Comando do Quartel-General do Exército e foi desmobilizado como soldado raso em 12 de abril de 1987.

### Vice-Ministro (2014–2017)
De Outubro de 2013 a Julho de 2014, foi Vice-Primeiro-Ministro para os Assuntos Econômicos e Conselheiro Político do Ministro da Estratégia e Finanças e, em Julho de 2014, foi Secretário para a Economia e Finanças no Gabinete do Diretor Econômico do Secretariado Presidencial. Ele retornou ao Ministério das Finanças e foi promovido a vice-ministro, servindo como primeiro vice-ministro do Ministério da Estratégia e Finanças até maio de 2017, quando o governo Moon Jae-in assumiu o poder.

### Carreira privada (2019–2020)
Em 22 de março de 2019, Choi foi nomeado diretor externo da Ildong Holdings e posteriormente em 12 de março de 2020, foi nomeado diretor externo da Shinhan Investment Corp.
Em 24 de março de 2020, ele foi nomeado o 26º presidente do Agricultural Cooperative College.

### Vice-primeiro-ministro (2022–2024)
Em março de 2022, após a eleição de Yoon Suk-yeol, ele participou do 20º Comitê de Transição Presidencial como secretário da Divisão de Economia 1. Como secretário do comitê de transição, ele está atraindo atenção como candidato a primeiro vice-primeiro-ministro e ministro da economia e finanças do governo Yoon Suk-yeol e presidente da Comissão de Serviços Financeiros, juntamente com o deputado Choo Kyung-ho e ex-chefe do Gabinete de Coordenação de Assuntos de Estado. No entanto, foi nomeado para o cargo de Secretário-Chefe de Economia no Gabinete do Presidente.

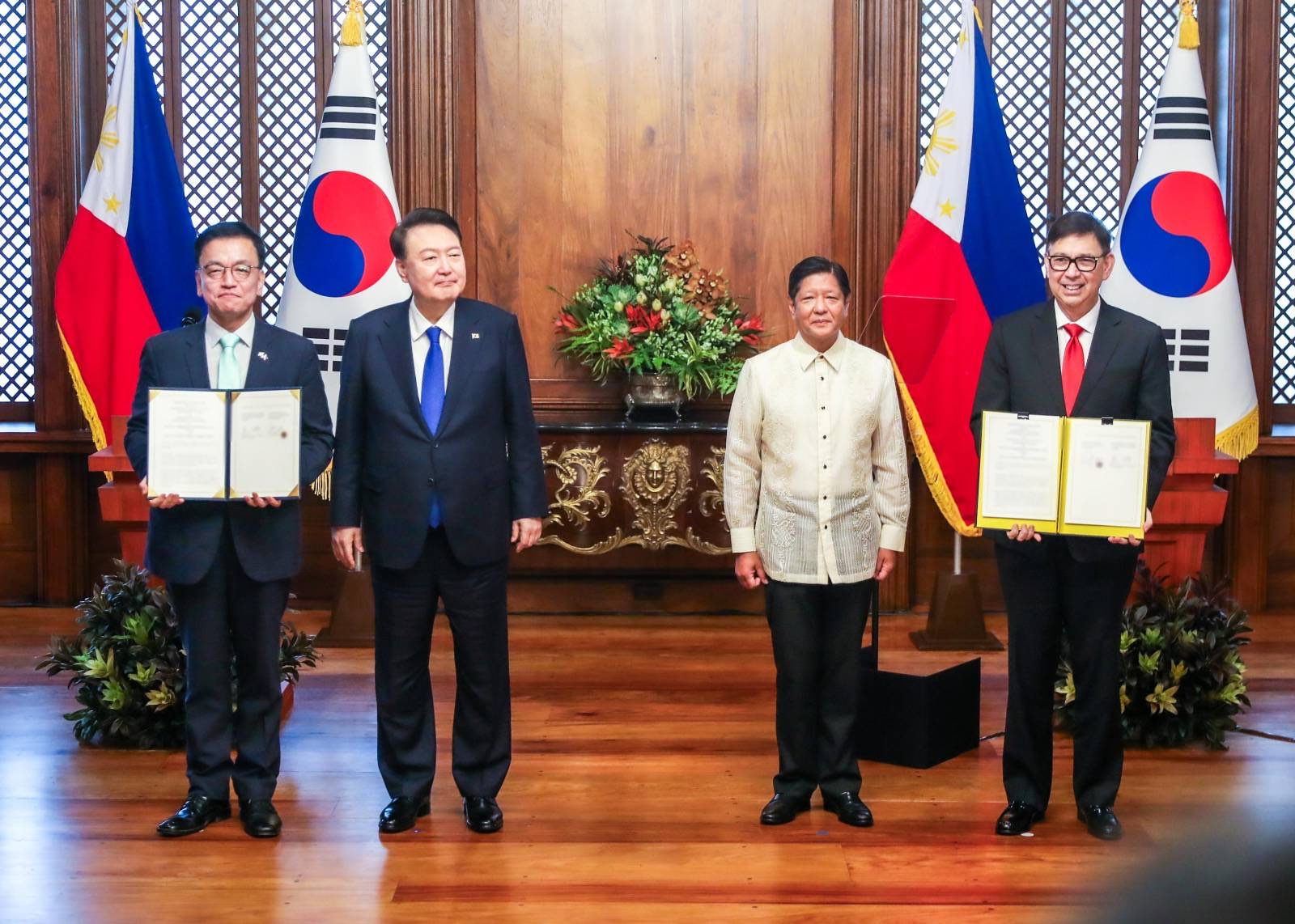
Choi com o presidente da Coreia do Sul, Yoon Suk-yeol, e o presidente das Filipinas, Bongbong Marcos, em Manila, em 7 de outubro de 2024

#### Ministro da Economia e Finanças
Depois de ser nomeado vice-primeiro-ministro e ministro da estratégia e finanças pelo presidente Yoon Suk Yeol, ele disse em uma entrevista coletiva que o fortalecimento dos esforços para estabilizar os meios de subsistência das pessoas seria a prioridade mais importante sob sua liderança. Ele era um dos leais conservadores de Yoon, mas se opôs abertamente ao plano de lei marcial de Yoon.

### Presidência interina e primeiro-ministro (2024–2025)
Após o impeachment do primeiro-ministro da Coreia do Sul e presidente interino Han Duck-soo em 27 de dezembro de 2024, ele assumiu o cargo de presidente interino e primeiro-ministro interino da Coreia do Sul.

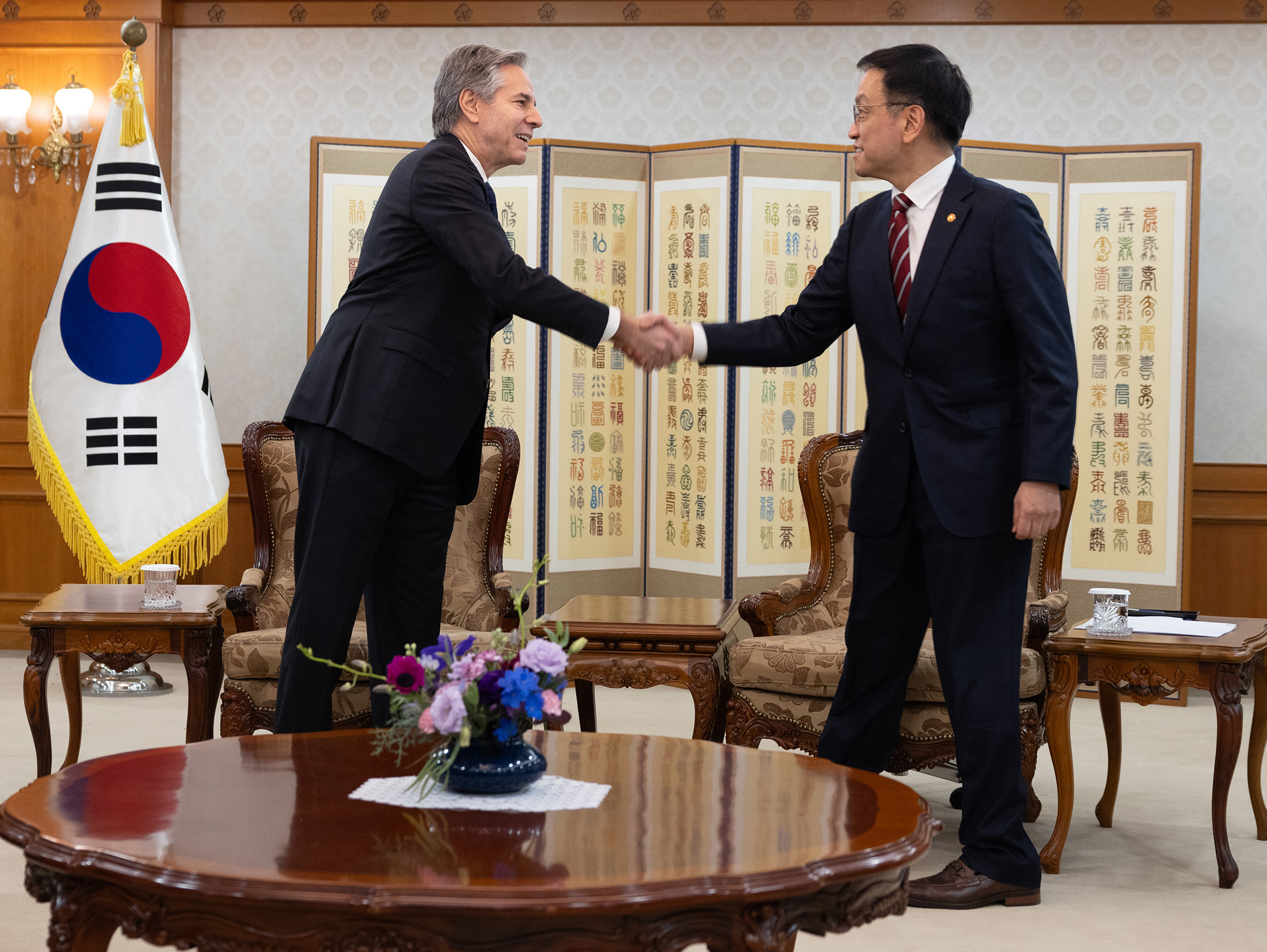
Choi se reúne com o Secretário de Estado dos Estados Unidos Antony Blinken em 6 de janeiro de 2025 em Seul.

A queda do voo Jeju Air 2216, o acidente aéreo mais mortal ocorrido em solo sul-coreano, ocorreu apenas dois dias após o início da presidência interina de Choi. Um de seus primeiros atos foi declarar formalmente o condado de Muan, onde ocorreu o desastre, como uma zona especial de desastre. Ele também ordenou uma revisão emergencial dos sistemas de operação de aeronaves da Coreia do Sul.
Em 31 de dezembro de 2024, Choi nomeou Chung Kyesun e Cho Hanchang para a Corte Constitucional da Coreia como parte dos esforços para preencher as vagas no tribunal, uma questão que contribuiu para o impeachment de Han quando ele se recusou a preencher três vagas na câmara. As indicações foram criticadas tanto pelo Partido do Poder Popular, no poder, que se opôs que ele fizesse qualquer nomeação para o tribunal, quanto pelo Partido Democrático (DPK), de oposição, que citou sua recusa em nomear um terceiro indicado, Ma Eun-hyuk, o que Choi baseou na falta de apoio bipartidário para indicação. As nomeações também levaram a uma renúncia em massa de altos funcionários associados ao presidente destituído Yoon Suk-yeol no gabinete presidencial, que disse que a medida “vai além das autoridades de um líder interino”. No entanto, Choi rejeitou as demissões. Ao mesmo tempo, Choi vetou dois projetos de lei de conselho especial que buscavam investigar Yoon Suk-yeol e sua esposa Kim Keon-hee sobre sua declaração de lei marcial e acusações de corrupção. Ele também vetou uma versão revisada do projeto de lei em janeiro de 2025, citando a falta de consenso bipartidário, e outro projeto de lei em março que buscava investigar Yoon por causa de um escândalo de tráfico de influência durante uma eleição parlamentar parcial em 2022.
Choi também foi criticado por seu papel na tentativa fracassada de prender Yoon Suk-yeol em sua residência em 3 de janeiro de 2025, com o Partido Democrático da Coreia acusando-o de obstruir a prisão de Yoon ao permitir que o Serviço de Segurança Presidencial impedisse o Gabinete de Investigação de Corrupção para Funcionários de Alto Escalão de implementar seu mandado de prisão contra Yoon.
Em 6 de fevereiro, Choi foi questionado pela Assembleia Nacional sobre um memorando que recebeu de Yoon Suk Yeol ordenando a criação de um orçamento para um órgão legislativo de emergência que deveria ter sido criado durante a lei marcial.
Em 27 de fevereiro, o Tribunal Constitucional decidiu que a decisão de Choi de reter a nomeação de Ma Eun-hyuk para o Tribunal Constitucional violava o direito da Assembleia Nacional de eleger um juiz para o tribunal, mas rejeitou uma petição para que Ma fosse nomeado imediatamente.
Em 18 de março, Choi vetou um projeto de lei que teria reformulado os processos de tomada de decisão na Comissão de Comunicações da Coreia, citando “elementos inconstitucionais significativos” e preocupações com a estabilidade das operações da CCC.
Após a anulação do impeachment de Han Duck-soo pelo Tribunal Constitucional em 24 de março, Choi foi destituído de suas funções como presidente interino e primeiro-ministro.

### Tentativa de Impeachent e renúncia
Em 21 de março de 2025, o Partido Democrático da Coreia e quatro outros partidos de oposição apresentaram uma moção na Assembleia Nacional para destituir Choi, citando sua recusa em nomear juízes para a Corte Constitucional. Os membros da assembleia também acusaram Choi de ser cúmplice da declaração de lei marcial de Yoon em dezembro de 2024, de não ter nomeado um promotor independente apoiado pela Assembleia Nacional para investigar uma possível insurreição de Yoon, apesar de a legislatura ter aprovado uma resolução nesse sentido, e de não ter agido de acordo com o pedido de um candidato à Suprema Corte da Coreia.
Depois que Choi retornou ao seu cargo anterior de ministro das finanças, a moção de impeachment foi encaminhada ao plenário da Assembleia Nacional em 2 de abril de 2025. No entanto, Choi renunciou minutos antes da câmara votar o pedido em 1º de maio, o que levou à suspensão do processo. Sua saída reduziu o número de membros do gabinete governamental para 14, abaixo do mínimo de 15 necessários para que ele se reúna de acordo com a constituição.